# Satellite Award/Neue Medien/Beste Blu-ray – Allgemein
Mit dem Satellite Award Beste Blu-ray – Allgemein werden die besten Blu-rays über alle Altersfreigaben ausgezeichnet. Diese Auszeichnung wird seit 2008 verliehen und ersetzt den Satellite Award Beste DVD – Allgemein, der von 2002 bis 2009 verliehen wurde. In den Jahren 2008 und 2009 wurden beide Speichermedien parallel ausgezeichnet.
Es werden immer jeweils die Blu-rays, bzw. DVDs des Vorjahres ausgezeichnet.

## Nominierungen und Gewinner

### Beste Blu-ray – Allgemein

#### 2008–2009
| Jahr | Nominierungen und Gewinner |
| ---- | --- |
| 2008 | Dornröschen (Two-Disc 50th Anniversary Platinum Edition Blu-ray und DVD)                                                                                               |
| 2008 | The Dark Knight |
| 2008 | Der Pate, Der Pate – Teil II und Der Pate III (The Godfather Collection - The Coppola Restoration)                                                                     |
| 2008 | Iron Man |
| 2008 | WALL·E – Der Letzte räumt die Erde auf (Three-Disc Special Edition Blu-ray und DVD)                                                                                    |
| 2009 | Star Trek (3 Disc Blu-Ray Edition) |
| 2009 | Rocky, Rocky II, Rocky III – Das Auge des Tigers, Rocky IV – Der Kampf des Jahrhunderts, Rocky V, Rocky Balboa (Rocky: The Undisputed Collection - 7 Disc Blu-ray Set) |
| 2009 | Teen Lover (20th Anniversary Edition Blu-ray) |
| 2009 | South Pacific (50th Anniversary Edition Blu-ray) |
| 2009 | Oben (4 Disc Combo Pack Blu-ray) |
| 2009 | Der Zauberer von Oz (70th Anniversary Ultimate Collector's Edition Blu-ray)                                                                                            |

#### Seit 2010
| Jahr | Nominierungen und Gewinner                                                                                               |
| ---- | --- |
| 2010 | keine Auszeichnung |
| 2011 | keine Auszeichnung |
| 2012 | keine Auszeichnung |
| 2013 | Star Trek Into Darkness                                                                                                  |
| 2013 | Sein oder Nichtsein |
| 2013 | Breaking Bad (Breaking Bad: Die komplette Serie)                                                                         |
| 2013 | JFK – Tatort Dallas (JFK 50th Anniversary Ultimate Collector's Edition)                                                  |
| 2013 | Tatsächlich… Liebe (Love Actually 10th Anniversary Edition)                                                              |
| 2013 | Les Misérables |
| 2013 | Der talentierte Mr. Ripley                                                                                               |
| 2013 | Waiting for Lightning |
| 2013 | Der Zauberer von Oz (The Wizard of Oz: 75th Anniversary Collector's Edition)                                             |
| 2013 | Argo (Argo: The Declassified Extended Edition Blu-ray/DVD combo pack)                                                    |
| 2014 | Der Schwimmer |
| 2014 | 12 Years a Slave |
| 2014 | Für eine Handvoll Dollar, Für ein paar Dollar mehr, Zwei glorreiche Halunken (The Man with No Name Trilogy [remastered]) |
| 2014 | Yeah! Yeah! Yeah! (50th Anniversary)                                                                                     |
| 2014 | Agatha Christie’s Poirot (Complete Cases Collection)                                                                     |
| 2014 | Borgen – Gefährliche Seilschaften (Die komplette Serie)                                                                  |
| 2014 | Downton Abbey (Staffeln 1, 2, 3 & 4)                                                                                     |
| 2014 | How I Met Your Mother (Komplette Serie)                                                                                  |
| 2014 | Marvel's Guardians of the Galaxy                                                                                         |
| 2014 | Muscle Shoals |
| 2014 | Napoleon Dynamite (10th Anniversary Edition)                                                                             |
| 2014 | Sons of Anarchy (Komplette Serie)                                                                                        |
| 2014 | Swelter |
| 2014 | We Are the Best! |
| 2014 | Frankenstein Junior (40th Anniversary)                                                                                   |
| 2015 | Downton Abbey (6. Staffel)                                                                                               |
| 2015 | Downton Abbey (5. Staffel)                                                                                               |
| 2015 | Alles steht Kopf |
| 2015 | Masterpiece:Worricker (Die komplette Serie)                                                                              |
| 2016 | Outlander |
| 2016 | Batman v Superman: Dawn of Justice                                                                                       |
| 2016 | Deadpool |
| 2016 | Star Trek Beyond |
| 2016 | Star Wars: Das Erwachen der Macht                                                                                        |

### Beste DVD – Allgemein
| Jahr | Nominierungen und Gewinner |
| ---- | --- |
| 2002 | Der Herr der Ringe: Die Gefährten |
| 2002 | Buffy – Im Bann der Dämonen (Für die 2. Staffel) |
| 2002 | Austin Powers in Goldständer |
| 2002 | Yeah! Yeah! Yeah! |
| 2002 | Minority Report |
| 2002 | Monterey Pop |
| 2002 | Y Tu Mamá También – Lust for Life |
| 2003 | Der Herr der Ringe: Die zwei Türme (Für die Special Extended Edition.) |
| 2003 | Alien – Das unheimliche Wesen aus einer fremden Welt, Aliens – Die Rückkehr, Alien 3 und Alien – Die Wiedergeburt (Für die Alien Quadrilogie.)                                                                             |
| 2003 | Jackass: The Movie |
| 2003 | Looney Tunes: The Golden Collection |
| 2003 | Fluch der Karibik |
| 2003 | Jäger des verlorenen Schatzes, Indiana Jones und der Tempel des Todes und Indiana Jones und der letzte Kreuzzug (Für das "The Adventures of Indiana Jones" Set.)                                                           |
| 2004 | Spider-Man 2 |
| 2004 | Angel – Jäger der Finsternis (Für die 4. Staffel) |
| 2004 | Broadway: The American Musical |
| 2004 | Buffy – Im Bann der Dämonen (Für die 6. Staffel.) |
| 2004 | Zombie (Für die Anchor Bay Ausgabe) |
| 2004 | Das süße Leben |
| 2004 | Easy Rider |
| 2004 | Der Herr der Ringe: Die Rückkehr des Königs |
| 2004 | Matrix, Matrix Reloaded, Matrix Revolutions und Animatrix (Für die Matrix Collection.) |
| 2004 | Fluch der Karibik (Für das 3 DVD Set.) |
| 2004 | Krieg der Sterne, Das Imperium schlägt zurück und Die Rückkehr der Jedi-Ritter (Für die Star Wars Trilogie.) |
| 2005 | From the Earth to the Moon (Signature Edition.) |
| 2005 | Batman Begins (Two-Disc Deluxe Edition mit Comicheft.) |
| 2005 | The Big Lebowski (Widescreen Collector's Edition.) |
| 2005 | Das Comeback (Widescreen Collector's Edition.) |
| 2005 | The Crying Game (Collector's Edition.) |
| 2005 | Der weiße Hai (Widescreen 30th Anniversary Collection.) |
| 2005 | Alles Routine (Special Edition mit Flair!) |
| 2005 | Sin City (Re-Cut & Extended Edition.) |
| 2005 | Star Wars: Episode III – Die Rache der Sith (Widescreen Edition.) |
| 2005 | Titanic (Special Collector's Edition.) |
| 2005 | Krieg der Welten (2-Disc Limited Edition.) |
| 2005 | Der Zauberer von Oz (Three Disc Collector's Edition.) |
| 2006 | Superman, Superman II – Allein gegen alle, Superman II: The Richard Donner Cut, Superman III – Der stählerne Blitz, Superman IV – Die Welt am Abgrund, Superman Returns (Für die "Superman Ultimate Collector's Edition".) |
| 2006 | Capote |
| 2006 | Good Night, and Good Luck. |
| 2006 | A History of Violence |
| 2006 | Jarhead – Willkommen im Dreck |
| 2006 | Die Büchse der Pandora |
| 2006 | Die sieben Samurai |
| 2006 | Symbiopsychotaxiplasm: Take 2 1/2 |
| 2006 | Changing Times |
| 2006 | V wie Vendetta |
| 2007 | Prestige – Die Meister der Magie |
| 2007 | Blood Diamond |
| 2007 | Children of Men |
| 2007 | Flying Scotsman – Allein zum Ziel |
| 2007 | Little Children |
| 2007 | Das Leben der Anderen |
| 2007 | Tagebuch eines Skandals |
| 2007 | Pans Labyrinth |
| 2007 | Rescue Dawn |
| 2007 | William Shakespeares Romeo + Julia (Für die musikalische Ausgabe.) |
| 2008 | No Country for Old Men |
| 2008 | Todeszug nach Yuma |
| 2008 | Abbitte |
| 2008 | Schmetterling und Taucherglocke |
| 2008 | Juno |
| 2008 | Lars und die Frauen |
| 2008 | Gefahr und Begierde |
| 2008 | Michael Clayton |
| 2008 | Sweeney Todd – Der teuflische Barbier aus der Fleet Street (Two Disk Collection.) |
| 2008 | Ein Sommer in New York – The Visitor |
| 2009 | Vom Winde verweht (Two Disc 70th Anniversary Edition) |
| 2009 | American Werewolf (An American Werewolf in London - Special Edition) |
| 2009 | Der Vorleser |
| 2009 | Slumdog Millionär |
| 2009 | Oben (Two Disc Deluxe Edition) |
| 2009 | Der Zauberer von Oz (70th Anniversary Ultimate Collector's Edition) |